# Novella Calligaris
Novella Calligaris (* 27. Dezember 1954 in Padua) ist eine ehemalige italienische Schwimmerin. Sie gewann bei Olympischen Spielen einmal Silber und zweimal Bronze. Bei Schwimmweltmeisterschaften erschwamm sie eine Goldmedaille und zwei Bronzemedaillen. Bei Europameisterschaften erkämpfte sie eine Silbermedaille und zwei Bronzemedaillen.

## Karriere

### Die Jahre bis 1972 mit drei olympischen Medaillen
Novella Calligaris schwamm auf Vereinsebene für Rari Nantes Patavium 1905 aus Padua und den Nuoto Club Milano aus Mailand. Sie trainierte bei Bubi Dennerlein und Gianni Gross.
Calligaris begann ihre internationale Karriere im Alter von 13 Jahren bei den Olympischen Spielen 1968 in Mexiko-Stadt. Über 200 Meter Freistil wurde sie 30. von 39 Schwimmerinnen, die in die Wertung kamen. Über 400 Meter Freistil schwamm sie die 15. Vorlaufzeit von 30 Starterinnen. Schließlich erreichte sie auch über 800 Meter Freistil den 15. Platz unter 26 beteiligten Schwimmerinnen.
Zwei Jahre später bei den Europameisterschaften 1970 in Barcelona wurde Calligaris über 400 Meter Freistil Fünfte mit 1,7 Sekunden Rückstand auf die Drittplatzierte. Über 200 Meter Freistil hatte sie als Siebte 2,1 Sekunden Rückstand auf die Medaillenränge. Ebenfalls Siebte wurde sie mit der 4-mal-100-Meter-Freistilstaffel. Über 800 Meter Freistil siegte Karin Neugebauer aus der DDR, die über sechs Sekunden Vorsprung vor der Niederländerin Linda de Boer hatte. Drei Sekunden hinter der Niederländerin wurde Calligaris Dritte.
1971 bei den Mittelmeerspielen in Izmir wurde Calligaris über 100 Meter Freistil mit 0,2 Sekunden Rückstand Zweite hinter der Jugoslawin Ana Boban. Über 400 Meter Freistil siegte Calligaris mit 17 Sekunden Vorsprung vor ihrer Landsfrau Susanna Sordelli. Über 200 Meter Lagen gewann sie mit drei Sekunden Vorsprung vor Ana Boban. Ihre dritte Goldmedaille erschwamm Calligaris mit der 4-mal-100-Meter-Freistilstaffel.
Im Jahr darauf bei den Olympischen Spielen in München fand zunächst der Wettbewerb über 400 Meter Freistil statt. Calligaris schwamm die schnellste Vorlaufzeit. Im Finale war sie 1,7 Sekunden schneller als im Vorlauf und wurde mit 3,4 Sekunden Rückstand auf die Australierin Shane Gould Zweite. 0,67 Sekunden hinter der Italienerin schlug Gudrun Wegner aus der DDR als Dritte an. Tags darauf erreichte Calligaris mit der fünftbesten Vorlaufzeit das Finale über 400 Meter Lagen. Im Endlauf siegte die Australierin Gail Neall mit sechs Zehntelsekunden Vorsprung vor der Kanadierin Leslie Cliff, 0,42 Sekunden nach der Kanadierin schlug Calligaris als Dritte an. Zwei Tage später war Calligaris Vorlaufzweite über 800 Meter Freistil. Im Finale siegte Keena Rothhammer aus den Vereinigten Staaten mit fast drei Sekunden Vorsprung vor Shane Gould. Eine Sekunde hinter der Australierin schlug Calligaris als Dritte an und lag 0,16 Sekunden vor Ann Simmons, der zweitbesten Schwimmerin aus den Vereinigten Staaten. Calligaris war auch für die Finalteilnahme der 4-mal-100-Meter-Freistilstaffel gemeldet, die Staffel schied aber ohne Calligaris im Vorlauf aus.

### Die Jahre ab 1973 mit dem Weltmeistertitel
1973 fanden in Belgrad die ersten Schwimmweltmeisterschaften überhaupt statt. Bei ihrem ersten Start über 200 Meter Lagen schlug Calligaris als Vierte an, sie hatte 0,23 Sekunden Rückstand auf die drittplatzierte Kathy Heddy aus den Vereinigten Staaten. Über 400 Meter Lagen siegten mit Gudrun Wegner und Angela Franke zwei Schwimmerinnen aus der DDR. Mit 1,65 Sekunden Rückstand auf Franke und fünf Sekunden Vorsprung auf die viertplatzierte Leslie Cliff gewann Calligaris die Bronzemedaille. Am nächsten Tag erreichten über 400 Meter Freistil mit Heather Greenwood und Keena Rothhammer zwei Schwimmerinnen aus den Vereinigten Staaten als erste das Ziel, Calligaris wurde Dritte mit 0,29 Sekunden Rückstand auf Rothhammer. Schließlich unterbot Novella Calligaris über 800 Meter Freistil den Weltrekord von Rothhammer aus dem Vorjahr und siegte mit 2,59 Sekunden vor Jo Harshbarger aus den Vereinigten Staaten. Ihr Weltrekord wurde Anfang 1974 von der Australierin Jenny Turrall verbessert.
Bei den Europameisterschaften 1974 in Wien schlug Calligaris über 400 Meter Freistil als Dritte hinter Angela Franke und Cornelia Dörr aus der DDR an. Über 400 Meter Lagen wurde Calligaris Vierte mit anderthalb Sekunden Rückstand auf die drittplatzierte Engländerin Susan Richardson. Über 800 Meter Freistil siegte Cornelia Dörr mit über fünf Sekunden Vorsprung vor Calligaris, die ihrerseits fast zwei Sekunden Vorsprung auf Gudrun Wegner herausschwamm.
Nach den Europameisterschaften beendete die mit 1,63 Meter für eine Schwimmerin eher zierliche Calligaris ihre Laufbahn als Leistungssportlerin. In ihrer Laufbahn erschwamm sie 36 italienische Meistertitel und stellte 82 italienische Rekorde sowie einen Weltrekord und 21 Europarekorde auf. 1986 wurde sie in die International Swimming Hall of Fame aufgenommen. Vor ihr waren aus Italien nur der Wasserballspieler Mario Majoni und der Wasserspringer Klaus Dibiasi Mitglieder der Hall of Fame geworden.
1975 begann Novella Calligaris eine Laufbahn als Journalistin. Unter anderem war sie für den Corriere della Sera und für die RAI tätig. In den 1990er Jahren spezialisierte sie sich auf Auftritte für italienische und internationale Firmen. Neben ihrer beruflichen Laufbahn war sie ehrenamtlich als Trainerin aktiv. 2021 wurde sie die erste Frau an der Spitze der Associazione Azzurri olimpici d’Italia, nachdem sie 2019 den Collare d'Oro für ihre sportlichen Verdienste erhalten hatte.
Novellas Bruder Mauro Calligaris schwamm ebenfalls bei den Olympischen Spielen 1972.